# 李貞 (永樂乙未進士)
李貞（1379年—？），福建南靖人，明朝政治人物、榜眼。

## 生平
永樂九年，鄉試中舉。永樂十三年（1415年）乙未科殿試第二（榜眼），授翰林院修撰，曾参与修纂《五经四书性理大全》。九年任满后，因拒絕參與編撰佛經，而歸鄉。被貶為高州府教授。